# Bence Szabó
Bence Szabó   (Budapest, 13 de juny de 1962) és un tirador d'esgrima hongarès, ja retirat, especialista en sabre, que va competir durant les dècades de 1980 i 1990.
El 1988 va prendre part en els Jocs Olímpics d'Estiu de Seül, on guanyà la medalla d'or en la prova del sabre per equips del programa d'esgrima. Quatre anys més tard, als Jocs de Barcelona, va disputar dues proves del programa d'esgrima. Guanyà la medalla d'or en la prova del sabre individual i la de plata en la del sabre per equips. El 1996, a Atlanta, va disputar els seus tercers, i darrers, Jocs Olímpics. Guanyà una nova medalla de plata en la prova del sabre per equips, mentre en la del sabre individual fou dissetè.
En el seu palmarès també destaquen set medalles al Campionat del Món d'esgrima, dues d'or, tres de plata i dues de bronze, entre les edicions de 1990 i 1995; cinc medalles a les Universíades, tres d'or, una de plata i una de bronze, entre el 1983 i el 1989; i dues medalles d'or al Campionat d'Europa d'esgrima de 1991.
Una vegada retirat passà a dirigir l'Újpest TE, fou membre de la junta de la Federació Hongaresa d'esgrima .i va ser escollit membre del Comitè Olímpic Hongarès. El 1989, 1992, 1993, 1994 fou escollit tirador d'esgrima hongarès de l'any. El 2016 fou inclòs al Saló de la Fama de la Federació Internacional d'Esgrima.